# One Thing I Should Have Done
A One Thing I Should Have Done (magyarul: Egy dolog, amit meg kellett volna tennem) a ciprusi John Karayiannis dala, mellyel Ciprust képviselte a 2015-ös Eurovíziós Dalfesztiválon, Bécsben. A dal a Ciprusi Műsorszolgáltató Társaság által szervezett nemzeti döntőben, a Eurovision Song Projectben nyerte el az eurovíziós indulás jogát 2015. február 1-jén.

## Eurovíziós Dalfesztivál
A dalt az Eurovíziós Dalfesztiválon először a május 21-i második elődöntőben adta elő, fellépési sorrendben tizenötödikként a Svájcot képviselő Mélanie René Time to Shine című dala után, és a Szlovéniát képviselő Maraaya Here for You című dala előtt. Az elődöntőből a hatodik helyen jutott tovább a május 23-i döntőbe, ahol fellépési sorrendben tizenegyedikként lépett fel a Svédországot képviselő Måns Zelmerlöw Heroes című dala után, és az Ausztráliát képviselő Guy Sebastian Tonight Again című dala előtt. A pontozás során a huszonkettedik helyen végzett 11 ponttal.
A következő ciprusi induló a Minus One Alter Ego című dala volt a 2016-os Eurovíziós Dalfesztiválon.